# Problematização
Problematizar um termo, escrita, opinião, ideologia, identidade ou pessoa é considerar os elementos concretos ou existenciais dos envolvidos como desafios (problemas) que convidam os envolvidos a transformar essas situações. É um método de desfamiliarizar o senso comum.
A problematização é um pensamento crítico e um diálogo ou processo pedagógico, podendo ser considerada uma desmitificação. Em vez de tomar o conhecimento comum (mito) de uma situação como certo, a problematização coloca esse conhecimento como um problema, permitindo que novos pontos de vista, consciência, reflexão, esperança e ação surjam.
O que pode tornar a problematização diferente de outras formas de crítica é seu alvo, o contexto e os detalhes, ao invés dos prós ou contras de um argumento. Mais importante ainda, essa crítica não ocorre dentro do contexto ou argumento original, mas se distancia dele, reavalia-o, levando a ações que mudam a situação. Em vez de aceitar a situação, sai-se dela, abandonando um ponto de vista focalizado.
Para problematizar uma afirmação, por exemplo, fazem-se perguntas simples:
- Quem está fazendo esta afirmação?
- Para quem se destina?
- Por que esta afirmação está sendo feita aqui, agora?
- A quem esta afirmação beneficia?
- A quem isso prejudica?

## Problematização (Foucault)
Para Michel Foucault, a problematização serve como conceito abrangente de sua obra em "História da Loucura".
Ele o trata tanto como um objeto de investigação quanto como uma forma específica de análise crítica. Como objeto de investigação, a problematização é descrita como um processo em que os objetos se tornam problemas ao serem “caracterizados, analisados e tratados” como tais.
Como forma de análise, a problematização busca responder às questões de “como e por que certas coisas (comportamento; fenômenos, processos) se tornaram um problema”. Foucault não distingue claramente a problematização como objeto de investigação da problematização como forma de investigação. A problematização como forma específica de análise crítica é uma forma de “re-problematização”.

### História do Pensamento
A problematização é o cerne da sua "história do pensamento" que se opõe fortemente à "história das ideias" ("a análise das atitudes e tipos de ação"), bem como à "história das mentalidades" ("a análise dos sistemas de representação "). A história do pensamento refere-se a uma indagação do que é, em uma dada sociedade e época, “o que permite dar um passo atrás em sua forma de agir ou reagir, apresentá-la a si mesmo como objeto de pensamento e questioná-la quanto ao seu significado, suas condições e seus objetivos ”. Portanto, o pensamento é descrito como uma forma de desapego da própria ação que permite “apresentá-lo a si mesmo como objeto de pensamento [e] questioná-lo quanto ao seu significado, suas condições e seus objetivos". O pensamento é o reflexo da própria ação “como um problema”. Segundo Foucault, as noções de pensamento e problematização estão intimamente ligadas: problematizar é engajar-se no “trabalho do pensamento”. Crucialmente, então, Foucault implica que nossa maneira de refletir sobre nós mesmos como indivíduos, como corpos políticos, como disciplinas científicas ou outras, tem uma história e, conseqüentemente, impõe estruturas específicas (ao invés de universais ou a priori) ao pensamento.

#### Respostas a problemas
Um elemento central na análise da problematização são as respostas aos problemas. A análise de uma determinada problematização é “a história de uma resposta (...) a uma determinada situação”. No entanto, Foucault destaca que "na maioria das vezes são propostas [...] respostas diferentes". O seu interesse analítico centra-se em encontrar na raiz dessas respostas diversas e possivelmente contrastantes, as condições de possibilidade do seu aparecimento simultâneo, ou seja, “a forma geral de problematização”. Isso separa a problematização foucaultiana de muitas outras abordagens, na medida em que convida os pesquisadores a ver teorias científicas ou visões políticas opostas e, de fato, enunciados contraditórios em geral como respostas à mesma problematização e não como manifestações de discursos mutuamente excludentes. É a esse nível de problematizações e discursos que Foucault se refere ao estabelecer que a “história do pensamento” de Foucault busca responder à questão de "como [...] um determinado corpo de conhecimento [é] capaz de se constituir?" .

#### Envolvendo-se na Problematização
Engajar-se na problematização envolve questionar crenças tidas como verdadeiras pela sociedade. Em última análise, essa prática intelectual é “participar da formação de uma vontade política”. Também extrai elementos que “colocam problemas para a política”. Ao mesmo tempo, também requer autorreflexão por parte do intelectual, uma vez que problematizar é investigar a questão ontológica do presente e determinar um “elemento distintivo do presente”  Esse elemento é decisivo para o “processo que diz respeito ao pensamento, ao conhecimento e à filosofia”  em que o intelectual se insere como “elemento e ator”. Ao questionar o presente, ou “contemporaneidade”, “como evento”, o analista constitui o “sentido, valor, particularidade filosófica” do evento, mas ao mesmo tempo confia nele, pois “encontra [s] ambos [seus a própria razão de ser e os fundamentos do que [diz] ”no próprio evento.

## Problematização (Paulo Freire)
Para Paulo Freire, a problematização é a parte do processo da alfabetização de adultos na qual os educandos são levados a desenvolver a consciência crítica acerca dos problemas sociais no ambiente em que vive. "Enquanto a concepção “bancária” [isto é, a educação bancária] serve ao sistema excludente capitalista, mantendo uma contradição entre professor e aluno, a concepção problematizadora, serve à libertação, realizando a superação, e reafirmando a dialogicidade como essência no cenário educativo"

## Teoria Ator-Rede
O termo também teve um significado diferente quando usado em associação com a teoria ator-rede (ANT) e, especialmente, com a " sociologia da tradução " para descrever a fase inicial de um processo de tradução e a criação de uma rede. Segundo Michel Callon, a problematização envolve dois elementos:
1. Interdefinição de atores na rede
2. Definição do problema / tópico / programa de ação, referido como um ponto de passagem obrigatório (OPP)